# Erling Moe
Erling Hagset Moe (Molde, 1970. július 22. –) norvég labdarúgó, edző. 2025 óta a Beşiktaş másodedzője.

## Edzői pályafutása
1999 és 2002 között a Træff csapatát irányította, ekkor a klub a harmadosztályban szerepelt. Azonban a 2002-es szezonban kiesett a divisjon 3-ba. Moe 2005 óta a Molde edzői stábjának tagja, kivéve a 2011-es szezon második felében, amikor a harmadosztályú Kristiansund BK vezetőedzője volt. 2015. augusztus 7-én, Tor Ole Skullerud menesztése után a klub ideiglenes menedzsere lett, amíg nem találtak új edzőt. 2015. október 21-én Ole Gunnar Solskjært nevezték ki, Moe pedig visszatért az első csapat írányításához. Moe 2018 decemberében ismét átvette az vezetőedzői posztot, amikor Solskjær a Manchester United ideiglenes menedzsere lett. 2019. április 29-én Moe aláírt állandó vezetőedzőnek a 2020-as szezon végéig.
A 2019-es szezon – Moe első teljes szezonja a Molde vezetőedzőjeként – azzal zárult, hogy a klub megnyerte a bajnoki címet 68 ponttal, hazai pályán veretlenül, emellett 14 pontos különbséggel a második Bodø/Glimt előtt. Ez a pontkülönbség a Molde négy bajnoki címe közül a legnagyobb volt.

## Edzői statisztika
2024. december 8. szerint
| Csapat       | Nemzet   | –tól               | –ig               | Mérkőzések | Mérkőzések | Mérkőzések | Mérkőzések | Mérkőzések |
| Csapat       | Nemzet   | –tól               | –ig               | M          | Gy         | V          | D          | Gy %       |
| ------------ | -------- | ------------------ | ----------------- | ---------- | ---------- | ---------- | ---------- | ---------- |
| Kristiansund | Norvégia | 2011. július 25.   | 2011. október 22. | 13         | 10         | 2          | 1          | 76,9       |
| Molde        | Norvégia | 2015. augusztus 7. | 2015. október 21. | 15         | 7          | 4          | 4          | 46,7       |
| Molde        | Norvégia | 2018. december 19. | 2024. december 8. | 274        | 169        | 39         | 66         | 61,7       |
| Összesen     | Összesen | Összesen           | Összesen          | 302        | 186        | 45         | 71         | 61,6       |

## Sikerei, díjai

### Edzőként
Molde
- Eliteserien
  - Bajnok (2): 2019, 2022

- Norvég Kupa
  - Győztes (2): 2021–22, 2023

- Eliteserien – Az Év Edzője: 2022

## Fordítás
Ez a szócikk részben vagy egészben  az   Erling Moe című angol Wikipédia-szócikk fordításán alapul.  Az eredeti cikk szerkesztőit annak laptörténete sorolja fel. Ez a jelzés csupán a megfogalmazás eredetét és a szerzői jogokat jelzi, nem szolgál a cikkben szereplő információk forrásmegjelöléseként.